# Йеншвальде
Йе́ншвальде или Я́ншойце (нем. Jänschwalde, н.-луж. Janšojce) — община в Германии, в земле Бранденбург.
Входит в состав района Шпре-Найсе. Подчиняется управлению Пайц. Население составляет 1751 человек (на 31 декабря 2010 года). Занимает площадь 81,24 км².

## Населённые пункты
Коммуна подразделяется на 4 сельских округа:
- Грисен (Грешно)
- Йеншвальде-Дорф (Яншойце-Вес)
- Йеншвальде-Колони (Яншойце-Пипанойце)
- Йеншвальде-Ост (Яншойце-Ютшо)

## Население
В настоящее время деревня входит в состав культурно-территориальной автономии «Лужицкая поселенческая область», на территории которой действуют законодательные акты земель Саксонии и Бранденбурга, содействующие сохранению лужицких языков и культуры лужичан.
| Год  | Численность | Численность |
| ---- | ----------- | ----------- |
| 2010 | 1751        |             |
| 2017 | 1537        | [ 1 ] [ 2 ] |
| 2019 | 1523        | [ 6 ]       |
| 2021 | 1521        | [ 7 ]       |
| 2022 | 1523        | [ 8 ]       |
| 2023 | 1504        | [ 3 ]       |